# أيان هاملتون
روبرت أيان هاملتون (بالإنجليزية: Robert Ian Hamilton)‏ ـ (24 مارس 1938 ـ 27 ديسمبر 2001) هو ناقد أدبي وكاتب سير وشاعر ومحرر وناشر بريطاني.

## مولده ونشأته
ولد هاملتون في كينجز لين بمقاطعة نورفولك لأبوين اسكتلنديين انتقلا إلى نورفولك سنة 1936. توفي والده وهو في الثالثة عشرة من عمره، ثم انتقلت الأسرة إلى دارلنغتون سنة 1951، وهناك أصدر هاملتون (وهو في السابعة عشرة من عمره) عددين من مجلة سماها «العقرب».
بعد أن أنهى هاملتون دراسته الثانوية، أدى الخدمة الوطنية في مونشنغلادباخ بألمانيا، ثم التحق بكلية كيبل بجامعة أكسفورد، وبعدها بعام واحد أصدر مجلة «الغد» (بالإنجليزية: Tomorrow)‏، والتي لم تصدر منها إلا أربعة أعداد نشر هاملتون في العدد الأخير منها مسرحية من بواكير ما كتب هارولد بنتر للمسرح.

## حياته الأدبية والنقدية
في سنة 1962 أصدر هاملتون مجلة «ذا ريفيو» (بالإنجليزية: The Review)‏ مع مايكل فريد وجون فولر وكولين فالك، وقد اتخذت هذه المجلة مكانتها بين أكثر مجلات الشعر البريطانية تأثيراً في حقبة ما بعد الحرب العالمية الثانية، وكانت تنشر أعمالاً قصرة وطويلة على حد سواء لنخبة متنوعة التوجهات من الكتّاب، وظلت تصدر لمدة عشر سنوات حتى توقفت عن الصدور بعد احتفالها بعامها العاشر سنة 1972.
في سنة 1964 نشرت «ذا ريفيو» كراسة احتوت على أشعار لهاملتون بعنوان «التظاهر بعدم النوم» (بالإنجليزية: Pretending Not to Sleep)‏، وكانت هذه الكراسة هي واحدة من ثلاث كراسات تكوّن منها العدد الثالث عشر من «ذا ريفيو».
في سنة 1965 بدأ هاملتون العمل ثلاثة أيام أسبوعياً في ملحق التايمز الأدبي، ثم صعد ليصبح محرراً للشعر والأدب القصصي حتى سنة 1973.
وفي سنة 1970 نشرت دار فابر آند فابر مجموعة شعرية صغيرة لهاملتون بعنوان «الزيارة» (بالإنجليزية: The Visit)‏، تعتبر تنقيحاً وتزيداً للكراسة الشعرية التي صدرت سنة 1964. وقد عكست القصائد الثلاث والثلاثون التي احتوتها هذه المجموعة الشعرية أسلوب هاملتون في الكتابة بإيجاز. وقد تكلم هاملتون لاحقاً عن العلاقة بين الظروف الضاغطة التي صبغت حياته الشخصية ـ وعلى الأخص مرض زوجته الأولى النفسي ـ وقصر قصائده «عليك أن تظل متحكماً مهما كانت الأمور المحيطة سيئة. عليك أن تتحمل المسؤولية. وأنا أعتقد أن القصيدة الكاملة قد صارت شيئاً لا بد أن يحتوي على أقصى قدر من التحكم... ومن المعاناة».
في سنة 1974 أصدر هاملتون «ذا نيو ريفيو» (بالإنجليزية: The New Review)‏، وكان عددها الأول يتكون من مائة صفحة ويحتوي على كتابات للعديد من الكُتّاب المعروفين. وكسابقتها احتلت «ذا نيو ريفيو» مكانة مؤثرة في الأوساط الأدبية، وعملت على تشجيع صغار الكُتّاب. غير أن المجلة ـ التي كانت تعتمد على تمويل مجلس الفنون ـ ما لبثت أن توقفت عن الصدور بعد أربع سنوات ونصف السنة وبعد 50 عدداً لتوقف ذلك التمويل، فاتجه هاملتون بعدها للكتابة الحرة، إلى جانب الكتابة بشكل منتظم في مجلة «نيو ستيتسمان» (بالإنجليزية: New Statesman)‏ الثقافية ذات التوجه اليساري.
وفي سنة 1976 أصدر هاملتون كراسة شعرية جديدة عنوانها «العودة» (بالإنجليزية: Returning)‏، احتوت إثنتى عشرة قصيدة جديدة.
بعد وفاة صديق هاملتون الشاعر الأمريكي روبرت لويل (بالإنجليزية: Robert Lowell)‏ سنة 1977، كتب هاملتون سيرة حياتية للويل استقبلتها الأوساط الأدبية بالترحاب، وهو ما شجعه على كتابة سيرة ومراجعة نقدية لكتابات جيروم سالينغر، ولكن عدم حب سالينغر المعروف للدعاية دفعته إلى اتخاذ إجراءات قانونية لمنع نشر الكتاب، غير أنه فشل في ذلك. لكن ـ لأن سالينغر منع هاملتون من الاقتباس من أعماله (بما في ذلك رسائله) ـ بدا الكتاب كما لو كان سيخرج إلى الدنيا مشوهاً وناقصاً، إلا أن هاملتون نجح في ذكاء في تضمين الكتاب هذه التضييقات التي مورست عليه من سالينغر وصدر الكتاب بعنوان «بحثاً عن ج. د. سالينغر».
بين عامي 1984 و1987 اضطلع هاملتون بتقديم برنامج في تلفزيون بي بي سي عنوانه «المرجعية» (بالإنجليزية: Bookmark)‏ استضاف فيه عدداً من الكُتّاب والأدباء البارزين.
في سنة 1988 نشرت دار فابر آند فابر مجموعة شعرية جديدة لهاملتون عنوانها «خمسون قصيدة» (بالإنجليزية: Fifty Poems)‏، وتضمنت هذه المجموعة بعض القصائد التي سبق نشرها في «الزيارة»، إلى جانب 11 قصيدة من «العودة» و6 قصائد جديدة. كتب هاملتون في مقدمة المجموعة: «خمسون قصيدة في خمس وعشرين سنة: قد تقول في نفسك: هذا ليس كثيراً بالنظر إلى نصف عمر. وأنا سأوافقك على ذلك بشكل أو بآخر».
وقد تكلم هاملتون عن تجربته مع سالينغر في كتابه «حفظة الشعلة» (بالإنجليزية: Keepers of the Flame)‏ سنة 1992، وهو تأريخ للملكيات الأدبية وكاتبي السير غير الرسميين. وقد دفع حب هاملتون لكرة القدم هاملتون إلى تأليف كتابين بعنوان «غازا أجونيستيس» (1993) و«غازا إيطاليا» (1994) عن موهبة بول غاسكوين (غازا) المهدرة.

## وفاته
توفي هاملتون من جراء مرض السرطان في 27 ديسمبر 2001 عن عمر يناهز 63 عاماً، تاركاً ابنا من زوجته الأولى غيزيلا ديتزل، وزوجته الثانية الروائية المصرية أهداف سويف وولديه منها عمر وإسماعيل، وعشيقته السابقة باتريشيا ويتلي، التي أنجبت له ابناً وابنة.
وفي سنة 2009 أصدرت دار فابر آند فابر أعماله الشعرية الكاملة تحت عنوان Collected Poems بمقدمة كتبها الشاعر البريطاني آلان جينكنز.

## مؤلفاته
- التظاهر بعدم النوم (بالإنجليزية: Pretending Not to Sleep)‏، كراسة شعرية (1964)
- الزيارة (بالإنجليزية: The Visit)‏، كتاب شعري (1970)
- وقائع شعرية (بالإنجليزية: A Poetry Chronicle)‏، مقالات ومراجعات (1973)
- العودة (بالإنجليزية: Returning)‏، كراسة شعرية (1976)
- روبرت لويل: سيرة حياة (بالإنجليزية: Robert Lowell: A Biography)‏ ـ (1982)
- بحثاً عن ج. د. سالينغر (بالإنجليزية: In Search of J.D. Salinger)‏، سيرة حياة ونقد (1988)
- خمسون قصيدة (بالإنجليزية: Fifty Poems)‏، مجموعة شعرية (1988)
- الكُتّاب في هوليوود 1915 ـ 1951 (بالإنجليزية: Writers in Hollywood 1915-1951)‏ ـ (1990)
- حفظة الشعلة (بالإنجليزية: Keepers of the Flame)‏، عن الملكيات الأدبية (1992)
- غازا أجونيستيس (بالإنجليزية: Gazza Agonistes)‏، عن بول غاسكوين (1993)
- غازا إيطاليا (بالإنجليزية: Gazza Italia)‏، عن بول غاسكوين (1994)
- الامتلاك السائر (بالإنجليزية: Walking Possession)‏، مقالات ومراجعات (1994)
- كتاب أكسفورد لشعر القرن العشرين (بالإنجليزية: Oxford Companion to 20th-Century Poetry)‏، محرر (1994)
- خطوات (بالإنجليزية: Steps)‏، شعر (1997)
- موهبة سجينة: حياة ماثيو أرنولد الشعرية (بالإنجليزية: A Gift Imprisoned: The Poetic Life of Matthew Arnold)‏ ـ (1998)
- ستون قصيدة (بالإنجليزية: Sixty Poems)‏، مجموعة شعرية (1998)
- المشكلة مع المال (بالإنجليزية: The Trouble with Money)‏، مقالات (1998)
- ضد النسيان: حياة بعض شعراء القرن العشرين (بالإنجليزية: Against Oblivion: Some Lives of the Twentieth-Century Poets)‏ ـ (2002)

## وصلات خارجية
- الموقع الرسمي لأيان هاملتون (بالإنجليزية)